# カットバンク (映画)
『カットバンク』（原題:Cut Bank）は2014年に公開されたアメリカ合衆国のスリラー映画である。監督はマット・シャックマン、主演はリアム・ヘムズワースが務めた。本作はシャックマンの映画監督デビュー作でもある。
本作は日本国内で劇場公開されなかったが、2016年7月22日にDVDが発売された。

## 概略
モンタナ州カットバンク。ドウェイン・マクラレンは恋人のカサンドラと一緒に都会に打って出ることを夢見ていたが、病気の父親を介護する必要があったため、計画を実行に移せずにいた。そんなある日、ドウェインは郵便配達人のジョージーが射殺される現場に出くわした。そのとき、ドウェインは恋人をビデオカメラで撮影しており、偶然にも犯行の瞬間が映り込んだ。ドウェインはすぐさま警察に証拠となる動画を持ち込んだ。ところが、警察が捜査に乗り出した頃には、ジョージーの死体が現場から消え失せていた。
実は、ジョージーの射殺事件はドウェインが仕掛けたものだった。ドウェインは「証拠動画」を警察に提出し、その報奨金で都会に出ようと企んだのである。ドウェインの計画は上手く行くかに見えたが、予期せぬ人物が介入したばかりに、事態は想定外の方向へ転がっていった。

## キャスト
- リアム・ヘムズワース（吹替：相樂真太郎） - ドウェイン・マクラレン
- テリーサ・パーマー（吹替：北村幸子)  - カサンドラ・スティーリー
- ビリー・ボブ・ソーントン（吹替：宮健一） - スタン・スティーリー
- ブルース・ダーン（吹替：真田正隆） - ジョージー・ウィッツ
- マイケル・スタールバーグ（吹替：福里達典） - ダービー・ミルトン
- オリヴァー・プラット（吹替：菊池康弘） - ジョー・バレット
- ジョン・マルコヴィッチ（吹替：西垣俊作） - ヴォーゲル保安官
- デヴィッド・バーク - マッチ
- ソーニャ・サロマ（吹替：野々山恵梨） - グレッチェン

## 製作
2012年4月24日、アーミー・ハマー、ベン・キングズレー、ジョン・マルコヴィッチ、マイケル・シーン、テリーサ・パーマーが本作に出演するとの報道があった。2013年6月13日、降板することになったハマーの代役として、リアム・ヘムズワースが起用されたと報じられた（キングズレーも結局は出演しなかった）。14日、本作の主要撮影がカナダのエドモントンで始まった。

## 公開・マーケティング
2014年6月16日、本作はロサンゼルス映画祭でプレミア上映された。8月21日、A24とディレクTVが本作の全米配給権と配信権を獲得したと報じられた。9月10日、本作は第39回トロント国際映画祭で上映された。10月4日、チューリッヒ映画祭で本作の上映が行われた。2015年2月6日、本作のオフィシャル・トレイラーが公開された。

## 評価
本作に対する批評家からの評価は芳しいものではない。映画批評集積サイトのRotten Tomatoesには37件のレビューがあり、批評家支持率は35%、平均点は10点満点で4.8点となっている。サイト側による批評家の見解の要約は「ベテラン俳優たちの演技はいつものように素晴らしい。しかし、『カットバンク』は犯罪スリラー映画によくある展開のオンパレードとなっており、展開も容易に予測できる上に独創性もない。演技の見事さは退屈なストーリーによってかき消されている。」となっている。また、Metacriticには12件のレビューがあり、加重平均値は44/100となっている。